# Melanagromyza inornata
Melanagromyza inornata är en tvåvingeart som beskrevs av Spencer 1969. Melanagromyza inornata ingår i släktet Melanagromyza och familjen minerarflugor. Inga underarter finns listade i Catalogue of Life.